# Batik Air

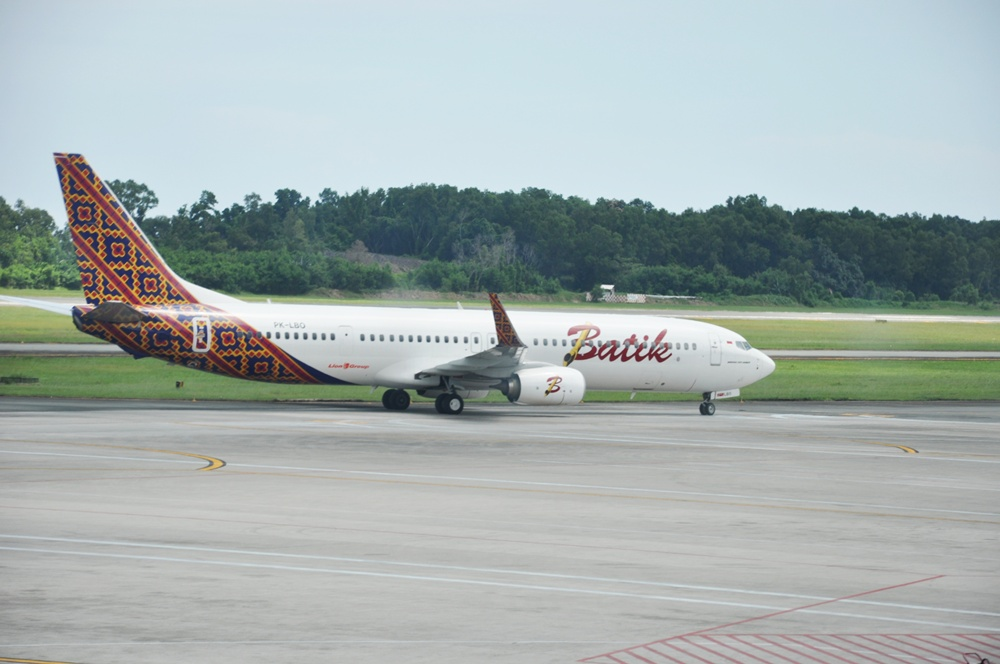
Boeing 737-900ER de Batik Air sur l'aéroport international Sultan Aji Muhamad Sulaiman de Balikpapan

Batik Air est une compagnie aérienne indonésienne fondée en 2012. Son premier vol a lieu en mai 2013, de Jakarta à Manado et Yogyakarta,.

## Historique
Le lancement des opérations de Batik Air a eu lieu en 2013 avec une flotte de Boeing 737-900ER, desservant des routes intérieures et régionales. 
Un contrat liant Lion Air à l'achat de 5 Boeing 787 devait être transféré à Batik Air pour livraison des appareils en 2015,. Toutefois, il est abandonné et converti en commande de Boeing 737-900 ER.
Le hub principal de Batik Air est prévu à Manado, la capitale provinciale du Nord Sulawesi dans le nord des Célèbes, une situation géographique qui devrait logiquement faciliter les correspondances entre l'Asie du Nord-Est et l'Asie-Pacifique en général.

## Flotte
En juillet 2023, la composition de la flotte de Batik Air est la suivante:
| Appareil        | En service | Commandes | Passagers | Remarques                               |
| --------------- | ---------- | --------- | --------- | --------------------------------------- |
| Airbus A320-200 | 38         | —         | C12 Y144  |                                         |
| Airbus A320neo  | 1          | 112       | C12 Y144  |                                         |
| Airbus A321neo  | —          | 65        | ND        |                                         |
| Boeing 737-800  | 24         |           | C12 Y150  | Dont 3 exploités par Batik Air Malaysia |
| Boeing 737-900  | —          | —         |           |                                         |
| Total           | 74         | 178       |           |                                         |

## Sources
- Siva Govindasamy, IATA: Lion's Batik Air to up the competition in Southeast Asia, Flight Daily News, 9 juin 2012